# Броксмит, Рой
Рой Броксмит (15 сентября 1945, Куинси, Иллинойс — 16 декабря 2001, Бербанк, Калифорния) — американский актёр.

## Биография
Родился в Куинсе, штат Иллинойс в семье механика Отса Е. Броксмита и Веры Маргерит (урожд. Хартвиг). В 1970 окончил университет Куинса, Затем переехал в Нью-Йорк, где начал карьеру на Бродвее. Сыграл роль Людовика XIII в «Трёх мушкетёрах» и сочинителя баллад в ремейке оперы Трипени вместе с Джулией Рауль.
Благодаря характерной внешности — низенького толстого всезнайки Броксмит часто снимался в комических ролях, особенно в конце 1980-х и в 1990-х. Наиболее известными ролями стали роль доктора Эдгемара в фильме «Вспомнить всё», сержанта полиции из «Новые приключения Билла и Теда», директора Майкла Осло из «Заставы фехтовальщиков» и неунывающего смертника Ирвина Кендалла из «Аннаполиса».
Броксмит был женат на Адель Олбрайт, у супругов был один ребёнок. Актёр ушёл из жизни в 2001 году, в возрасте 56 лет, из-за осложнений, связанных с диабетом.

## Фильмография
Кино:
- Психо (1998) — мужчина в ковбойской шляпе (нет в титрах)
- Кулл-завоеватель (1997) — Ту
- Дорога на Веллвилл (1994) — Даб
- Передать по наследству (1994) — мистер Уинчелл
- Подручный Хадсакера (1994) — член правления
- Новые приключения Билла и Теда (1991) — заместитель Джеймс
- Арахнофобия (1990) — Ирв Кендалл
- Вспомнить всё (1990) — доктор Едгемар
- Марсиане, убирайтесь домой (1989) — мистер Корнхайзер
- Безжалостный (1989) — коронер
- Танго и Кэш  (1989) — федеральный агент Дэвис
- Война Роузов (1989) — мистер Фиск
- Новая рождественская сказка (1988) — Майк
- Большой бизнес (1988) — доктор Паркер
- Кто эта девчонка? (1987) — продавец кристаллов
- История обыкновенного безумия (1981) — бармен
- Арендный контроль (1984) — Стэн
- Волки (1981) — толстый бегун в парке
- Воспоминания о звёздной пыли (1980) — Дик Лобель
- Рыба-убийца (1979) — Олли
- Король цыган (1978) — Фринкульшти
- Это грабёж (1978) — хозяин склада

Телевидение:
- Элли Макбил (2002) — Рэймонд
- Пэйн (1999) — шеф Генри Джамбон (2 серии)
- Вавилон-5 (1997) — Элвин
- Звёздный путь: Глубокий космос 9 (1995) — Разка Карн
- Свадьба Уолтона (1995) — профессор Трамбелл
- Белый карлик (1995) — Гувнер Твист
- Лоис и Кларк: Новые приключения Супермена (1993) — Флойд
- Застава фехтовальщиков (1992—1996) — директор Майкл Осло (20 серий)
- Правосудие Стила (1992) — полковник Даггинс
- Мистический городок Эйри в Индиане (1991) — директор Тогар (эпизод «Просто скажи веселью „нет“»)
- Сайнфелд (1991) — арендодатель
- Феррис Бьюллер (1991) — мистер Картер
- Золотые девочки (1991) — Уильям
- Тайны отца Даулинга (1990) — окружной прокурор[4]
- Инстинкт убийцы (1988) — эпизод
- Байки из склепа (1989—1990) — доктор / бармен / Вик
- Звёздный путь: Следующее поколение (1989) — Сирна
- Ночной суд (1989) — доктор Вигл
- Это шоу Гарри Шэндлинга (1988—1990) — гость (сезоны 3-4)
- Охотник (1988) — Клинт Истлейк
- Волшебник (1987) — Соломан Маркус
- 3-2-1 Контакт (1983) — мистер Басби[5][6][7]
- Якобо Тимерман: Заключённый без имени, камера без номера (1983) — эпизод